# Pont-Aven
Pont-Aven là một xã của tỉnh Finistère, thuộc vùng Bretagne, miền tây bắc Pháp.

## Dân số
Người dân ở Pont-Aven được gọi là Pontavenistes.